# Newton Barbosa
Newton Ribeiro Barbosa (ur. 8 maja 1904 w Campos) – piłkarz brazylijski grający na pozycji napastnika.

## Kariera klubowa
Newton Barbosa występował we CR Flamengo. Z Flamengo dwukrotnie zdobył mistrzostwo Rio de Janeiro – Campeonato Carioca w 1925 i 1927.

## Kariera reprezentacyjna
Newton Barbosa ma za sobą występ w reprezentacji Brazylii, w której zadebiutował 17 sierpnia 1930 w wygranym 4-3 towarzyskim meczu z reprezentacją Stanów Zjednoczonych.